# Gambelia (lézard)
Cet article concerne le genre de lézards. Pour le genre de plantes, voir Gambelia (plante).
Genre
Gambelia est un genre de sauriens de la famille des Crotaphytidae.

## Répartition
Les espèces de ce genre se rencontrent dans l'ouest des États-Unis et dans le nord du Mexique.

## Liste des espèces
Selon The Reptile Database (27 juillet 2012) :
- Gambelia copeii (Yarrow, 1882)
- Gambelia sila (Stejneger, 1890)
- Gambelia wislizenii (Baird & Girard, 1852)

## Étymologie
Ce genre est nommé en l'honneur de William Gambel.

## Publication originale
- Baird, 1859 : Reptiles of the boundary, with notes by the naturalists of the survey, In Report of the United States and Mexican Boundary Survey, Under the Order of Lieut. Col. W.H. Emory, Major First Cavalry, and United States Commissioner, vol. 2, no 2, Department of the Interior, Washington, D.C., p. 1-35.